# La Brea
La Brea és una ciutat al sud de l'illa de Trinitat, ubicada al nord de Point Fortin i al sud de San Fernando, a Trinitat i Tobago. La Brea és més coneguda com la regió del llac Pitch, un llac d'asfalt natural. La pronunciació de "La Brea" difereix l'ús als Estats Units a "La Brea Tar Pits" a Los Angeles. Els trinitaris pronuncien aquest topònim "La Brai".
El Districte sanitari de La Brea es troba al mig oest de la península. Està delimitada pel Golf de Paria a l'oest, la carretera de Mondesir i part de National Mining al nord, a través del pont Fowl Play Bridge, Aripero Village al sud i per Union Village a l'est. Les poblacions incloses dins d'aquests límits són: Unión, Vessigny, China Village, Aripero, Sobo, Rousillac, Río Vance i La Brea.